# Лішинга
Ліши́нга, або Ліші́нга (порт. Lichinga) — місто в Мозамбіку, адміністративний центр провінції Ньяса.

## Назва
- Ліши́нга (порт. Lichinga, МФА: [ɫɨ.ˈʃĩ.gɐ]) — сучасна назва міста.
- Ві́ла-Кабра́л (порт. Vila Cabral, МФА: [ˈvi.ɫɐ kɐ.ˈbɾaɫ], «містечко Кабрал») — назва у 1931—1975 роках.

## Географія
Розташована на плато Лішинга на висоті близько 1360 метрів, максимальна висота 1398 метрів над рівнем моря на відстані близько 45 кілометрів на захід від міста знаходиться озеро Ньяса.

### Клімат
Місто знаходиться у зоні, котра характеризується вологим субтропічним кліматом. Найтепліший місяць — жовтень із середньою температурою 21,7 °C (71 °F). Найхолодніший місяць — червень, із середньою температурою 16,1 °C (61 °F).
| Клімат Лішинги          | Клімат Лішинги | Клімат Лішинги | Клімат Лішинги | Клімат Лішинги | Клімат Лішинги | Клімат Лішинги | Клімат Лішинги | Клімат Лішинги | Клімат Лішинги | Клімат Лішинги | Клімат Лішинги | Клімат Лішинги | Клімат Лішинги |
| Показник                | Січ.           | Лют.           | Бер.           | Квіт.          | Трав.          | Черв.          | Лип.           | Серп.          | Вер.           | Жовт.          | Лист.          | Груд.          | Рік            |
| Абсолютний максимум, °C | 32             | 30             | 30             | 33             | 33             | 31             | 31             | 37             | 35             | 36             | 37             | 32             | 37             |
| Середній максимум, °C   | 25             | 25             | 25             | 25             | 24             | 22             | 22             | 23             | 26             | 28             | 27             | 26             | 25             |
| Середня температура, °C | 20             | 20             | 20             | 19             | 18             | 16             | 16             | 16             | 19             | 21             | 21             | 20             | 19             |
| Середній мінімум, °C    | 15             | 16             | 15             | 14             | 12             | 10             | 10             | 10             | 12             | 15             | 15             | 15             | 13             |
| Абсолютний мінімум, °C  | 10             | 11             | 10             | 9              | 8              | 5              | 5              | 4              | 5              | 10             | 11             | 10             | 4              |
| Норма опадів, мм        | 260            | 230            | 280            | 70             | 30             | 0              | 0              | 0              | 0              | 10             | 80             | 200            | 1200           |
| Вологість повітря, %    | 84             | 83             | 83             | 80             | 73             | 71             | 68             | 67             | 59             | 53             | 65             | 80             | 72             |
| ----------------------- | -------------- | -------------- | -------------- | -------------- | -------------- | -------------- | -------------- | -------------- | -------------- | -------------- | -------------- | -------------- | -------------- |
| Джерело: Weatherbase    |                |                |                |                |                |                |                |                |                |                |                |                |                |

## Історія
Лішингу заснували в 1931 році португальські колоністи як містечко Віла-Кабрал. Воно стало центром сільського господарства і деревообробної промисловості Португальського Мозамбіку, а 1962 року отримало статус міста. Після проголошення незалежності Мозамбіку від Португалії в 1975 році, Вілу-Кабрал перейменували на Лішингу. Місто сильно постраждало внаслідок громадянської війни 1975—1992 років.

## Демографія
Населення міста по роках:
| 1970   | 1997   | 2007    | 2010    |
| ------ | ------ | ------- | ------- |
| 36 715 | 89 043 | 142 253 | 162 100 |

## Релігія
- Центр Лішингської діоцезії Католицької церкви.

## Транспорт
Лішинга пов'язана зі східним узбережжям континенту залізничною гілкою до портового міста Накала. За два кілометри на північ від міста розташований аеропорт Лішинга. Аеропорт обслуговує мозамбіцька авіакомпанія LAM (порт. Linhas Aéreas de Moçambique).